# Werkdefinitie
Een werkdefinitie is een definitie die (soms tijdelijk) aan een bepaalde term wordt toegekend en wordt gehanteerd binnen de context van bepaalde (vaak specifieke) werkzaamheden, zoals bijvoorbeeld die van een bepaald onderzoek. Het gebruik van werkdefinities wordt vooral gedaan om een begrip strikter en scherper af te bakenen in het geval men verwacht dat een bepaalde term breder of anders opgevat kan worden.

## Voorbeelden
Hieronder volgen twee voorbeelden van bekende, veel toegepaste werkdefinities.
- de IHRA-definitie is de werkdefinitie die de International Holocaust Remembrance Alliance hanteert voor het begrip 'antisemitisme'
- in het natuurbeheer wordt de term 'natuurgebied' gebruikt om gebieden met een natuurfunctie (natuurbehoud of -ontwikkeling) aan te duiden, in tegenstelling tot bijvoorbeeld urbane gebieden (die ook te beschouwen zijn als onderdeel van de 'natuur' maar waarvoor binnen die context de term stadsnatuur vaak wordt gebruikt)